# Wickrange
Wickrange (en luxemburguès: Wickreng; en alemany:  Wickringen) és una vila de la comuna de Reckange-sur-Mess del districte de Luxemburg al cantó d'Esch-sur-Alzette. Està a uns 11,1 km de distància de la Ciutat de Luxemburg.